# Rougé (Adelsgeschlecht)

Wappen derer von Rougé

Das Haus Rougé stammt in männlicher Linie von den Herzogen und Königen der unabhängigen Bretagne um das 9. Jahrhundert ab.

## Abstammung

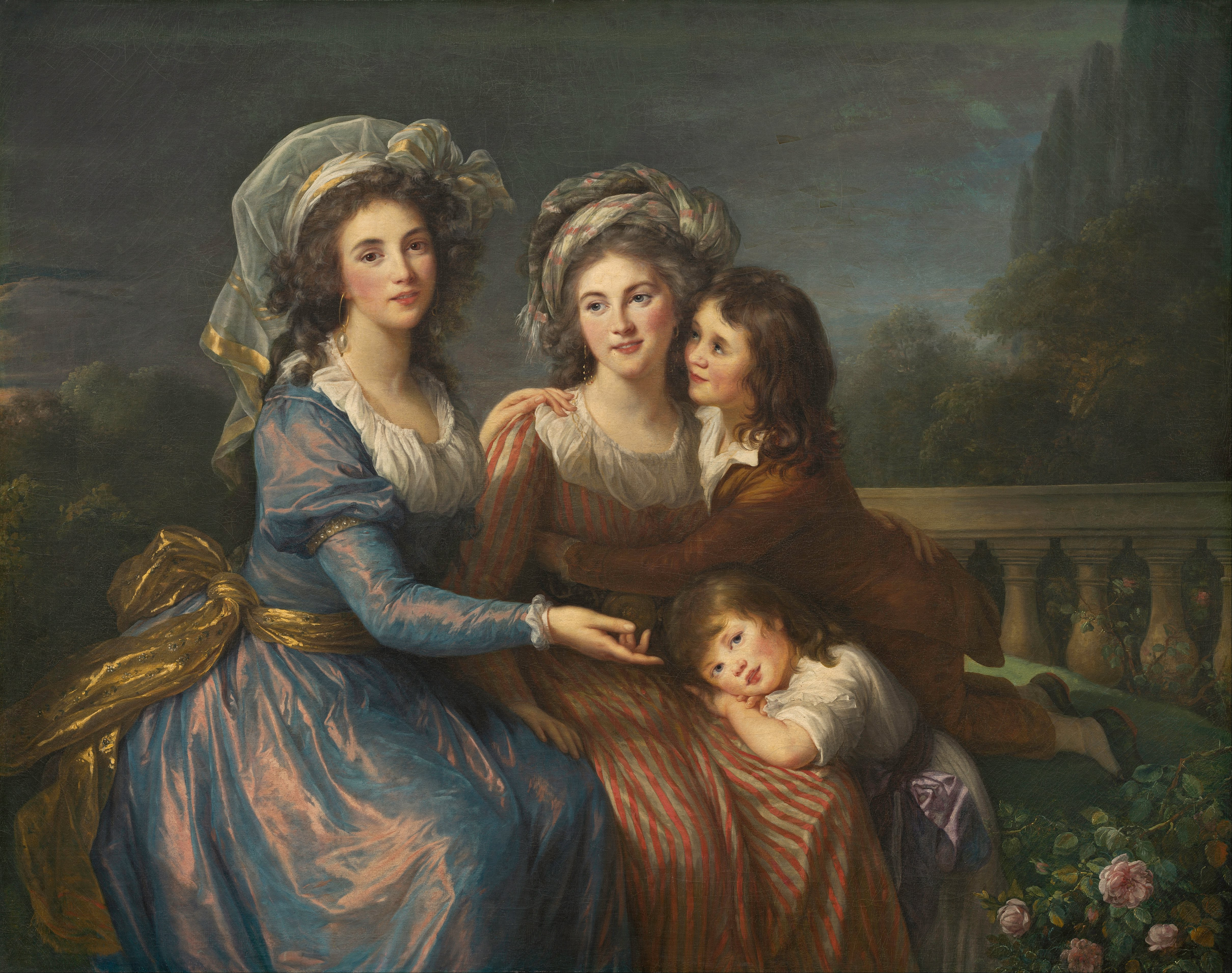
Marquise de Rougé und ihre zwei Söhne

- Riwallon III., oder Rivallo, Graf von Poher, Vater von
- St. Salomon III., Herzog der Bretonen (857–868), König der Bretagne (868–874), Vater von
- Riwallon IV., oder Rivallo IV. von Bretagne, Graf von Poher, Vater von
- Alan, Graf von Vannes und Prinz von Bretagne, † ~ 907, Vater von
- Herveus, † ~ 940, Vater von
- Herveus, genannt Tugdual, † ~ 980, Vater von
- Tugdual, Herr von Rougé, lebte ~ 1000, Stammvater des heutigen Hauses Rougé

Tugdual nannte sich nach der Herrschaft Rougé, von der er das Prinzipat bekam, als Mitglied des regierenden Hauses.
Um 1220 erwarb Aymeric de Rougé die Herrschaft Les Rues.
Olivier IV., Herr von Rougé, La Chappelle-Glain und Le Theil heiratete Agnès von Derval 1275 und erwarb damit die Herrschaft und Festung Derval (eines der größten Lehen der Bretagne) im freien Eigentum.

## Bekannteste Mitglieder
- Warinus de Rougé, Herr von Rougé, Kreuzritter beim 1. Kreuzzug (1099 in Jerusalem),
- Olivier IV., Herr von Rougé, Derval, La Chapelle-Glain, Le Bouays und Le Theil-de-Bretagne, Kreuzritter in 1248,
- Jean I., Herr von Rougé, Derval, Grez-Neuville, La Cornouaille, und La Roche d’Iré. Getötet während der Bretonischen Erbfolgekriege bei der Schlacht von La Roche-Derrien, am 20. Juni 1347, sowie sein Vater Guillaume I. und sein Halb-Bruder Bonabes III.
- Bonabes IV., Herr von Rougé und Derval, Graf von La Guerche, Herr von Pontcallec († 1377). Botschafter und bekannter Ritter seiner Zeit. Vertrauensperson des Königs Jean le Bon für die Verhandlungen mit dem König von England.
- Guillaume II., Herr von Rougé, Derval, Cinq-Mars-la-Pile, La Roche d’Iré, Neuville, Graf von La Guerche († um 1398)
- Le Gallois de Rougé, Herr von Le Bouays († um 1469). Botschafter für den König von Frankreich in Modena, und Soldat.
- Mathurin I. de Rougé des Rues, Herr von Les Rues, Chenillé, Lorière, Marigné, Le Plessis-Gaudin, Le Bois, La Cour-du-Bois, Maigné, Chigné, Les Mortiers, Dissé, La Courtaillé und Le Plessis-Courtimont etc. († um 1596). Gouverneur von Le Mans in den Religionskriegen, besonders aktiv gegen die Protestanten.
- Pierre François de Rougé, Markgraf von Rougé, baron von Coëtmen, Herr von La Bellière, Le Tremblay etc. (1702–1761). Französischer General, gefallen bei der Schlacht von Vellinghausen. Ihm verdankt man den ersten Vertrag zum Schutze der Verwundeten und Gefangenen im Krieg (Convention de Brandebourg, 1749). Eine Büste von ihm ist im Schloss Versailles in der Galerie des Batailles zu sehen.
- Gabriel-Louis de Rougé (1729–1772), Bischof von Périgueux (1772),
- Bonabes VI. Louis Victurnien Alexis, Markgraf von Rougé, Pair von Frankreich in 1815, baron de Coëtmen und de Montfaucon etc. (1778–1839),
- Adrien de Rougé (1782–1838), Graf von Rougé, Pair von Frankreich, Chef der Organisation der Ritter des Glaubens (Chevaliers de la Foi) (1782–1838),
- Henri Marie Bonabes Victurnien, Markgraf von Rougé (geb. 1842), Zouave pontifical am 13. Dezember 1860, Ritter der Ehrenlegion, duelliert sich 1867 gegen Prinz Achille Murat.
- Jacques de Rougé du Plessis-Bellière et de Faÿ-lès-Nemours etc. (1602–1654), Markgraf von Plessis-Bellière und Faÿ-lès-Nemours, Franz. General, gefallen bei Castellamare, Neapel.
- Innocente Catherine de Rougé du Plessis-Bellière, Herzogin von Elbeuf, Reichsprinzessin von Lothringen, Markgräfin von Faÿ-lès-Nemours, und von Coëtanfao etc. (1707–1794)
- Gabriel-François, Comte de Rougé, Markgraf von Cholet, Graf von Chemillé, baron von Montfaucon, Le May, Vienne-le-Châtel etc. (1729–1786), Franz. General,
- Arthur, Graf von Rougé und Plessis-Bellière, Herzog von Caylus, Grande von Spanien etc. (1844–1913).

## Schlösser und Güter
Das Haus Rougé besitzt noch heute folgende Schlösser, Burgen, oder Herrenhäuser: Schloss Baronville (Rougé d'Aligre, Zweig des Hauses Rougé), Burg Tonquédec, Schloss Les Essarts, und die gleichnamige Burg, Schloss Le Haut Rocher, Schloss Les Rues, Schloss Guyencourt, Schloss Verron, sowie umfangreiche Wälder und Ländereien, in deren Heimatregion Bretagne, aber auch in Anjou (wo dieses Adelsgeschlecht seit 1220 nachweislich verwurzelt ist), Picardie, und in der Nähe von Paris.

## Vermählt mit Frankreichs ältesten Häusern
de Lorraine Elbeuf, de Craon, de Croÿ, de Crussol d’Uzès, de Rochechouart de Mortemart, de Choiseul-Praslin, de Beaumanoir, de Châteaubriand, de Colbert, de La Rochefoucauld, de Clermont-Tonnerre, de Walsh-Serrant, de Lignerac de Caylus, de Rohan-Chabot, de Saint-Georges de Vérac, de Sainte-Maure Montausier, de Blanchefort de Créquy, de Pastoret, d’Albert d’Ailly, de Cardevac d’Havrincourt, de Bertoult d’Hauteclocque, de Maillé, de Coëtmen, de Léon, de Rieux, de Châteaugiron, de L’Isle-Bouchard, de Goulaine, de La Tour Landry, de Derval, de Neuville, de Gastines, de Tournemine de la Hunaudaye, de Coëtquen, de Penhoët, de Sesmaisons, du Pouget de Nadaillac, de Francqueville, de Malet de La Garde, de La Tour du Pin Chambly de La Charce, de Mandat-Grancey, de Nettancourt-Vaubécourt, de Cornouaille, d’Andigné, de Maigret, de Pomereu d’Aligre, de Pierre de Bernis Calvière, de Quatrebarbes, de Tramecourt, de Forbin d’Oppède, de Beauffort, de Boisgelin, de La Ville de Baugé, de Cassagnes de Beaufort de Miramon-Pesteils de Miramon-Fargues, de Blocquel de Croix de Wismes, de La Panouse, de Ganay, de Sonis, de Cossé-Brissac, de Maupeou d’Ableiges, d’Oilliamson, Colonna-Walewski, de Croÿ d’Havré, de Bruc de Montplaisir, de Kerhoant de Coëtanfao, de Keroüartz.

## Titel des Hauses
- Herr von Rougé (seit 1045)

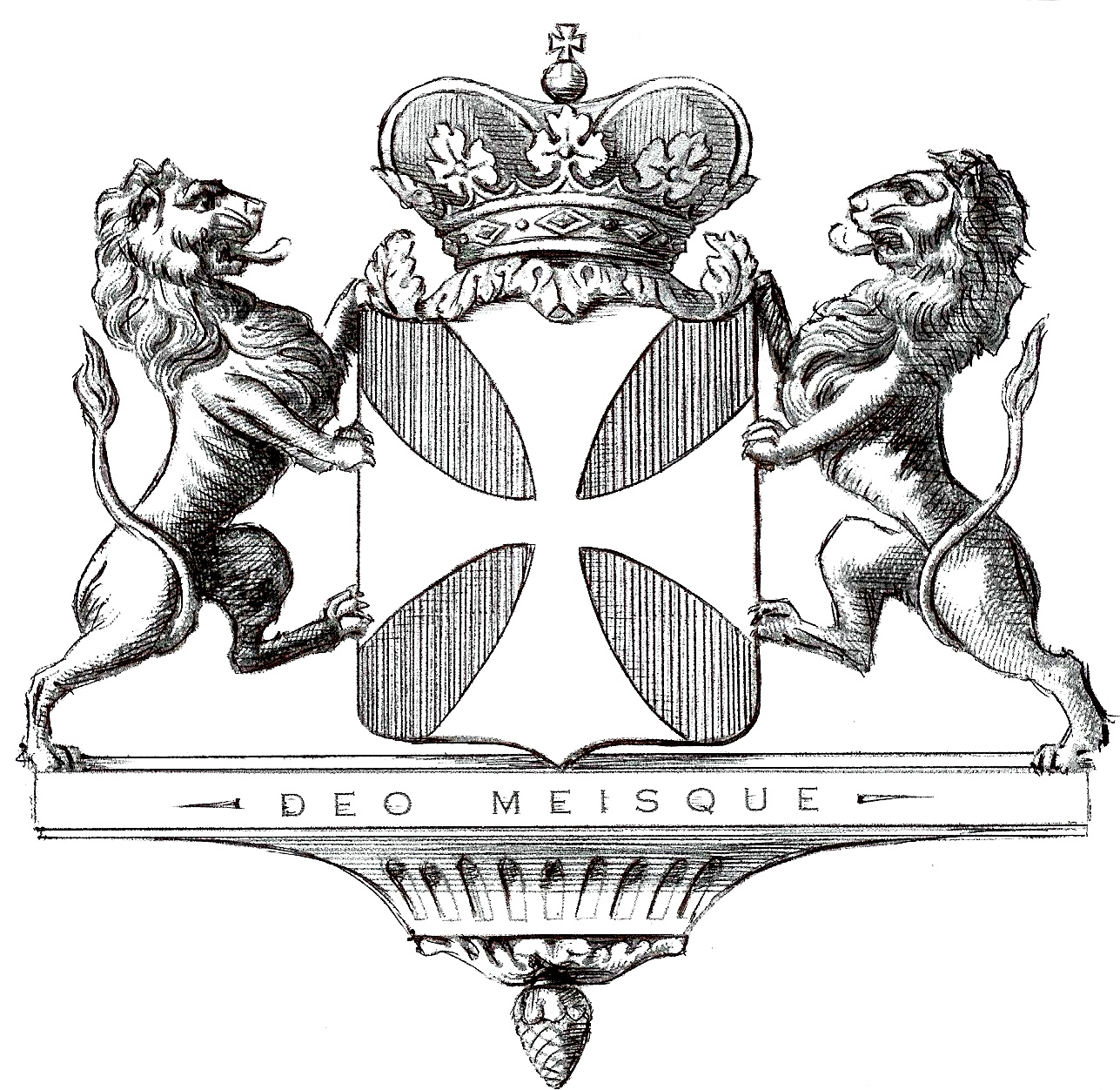
Wappen de Rougé

- Herr von Les Rues und Chenillé (seit 1220)
- Herr von Derval (seit 1275)
- Graf von La Guerche (seit 1365)
- Markgraf und Graf von Plessis-Bellière und von Faÿ les Nemours (seit 1651)
- Baron von Coetmen
- Markgraf und Graf von Rougé (seit 1701, bestät. 1815 und 1827)
- Markgraf von Cholet, Baron von Montfaucon und von May (seit 1760)
- Pair von Frankreich (seit 1815)
- Herzog von Caylus und Grande von Spanien (seit 1893)